# Einschienenbahn Panama
Die Linie 3 (span. Línea 3, kurz L3) wird die nächste Linie der Metro Panama sein und mit einer Einschienenbahn betrieben werden. Sie befindet sich seit 2021 im Bau und wird voraussichtlich Mitte 2027/2028 fertiggestellt. Sie wird zunächst von Albrook nach Ciudad del Futuro führen und eine Länge von 24,5 Kilometern mit mindestens 11 Stationen haben. Nach der Eröffnung wird es die erste Einschienenbahnstrecke der Welt sein, die in einem Tunnel ein Gewässer unterquert. Zusammen mit den beiden U-Bahn-Linien über 40 Kilometer stehen dann rund 74 Kilometer für den liniengebundenen Stadt-Umland-Verkehr im Großraum Panama-Stadt zur Verfügung.

## Planung und Bau

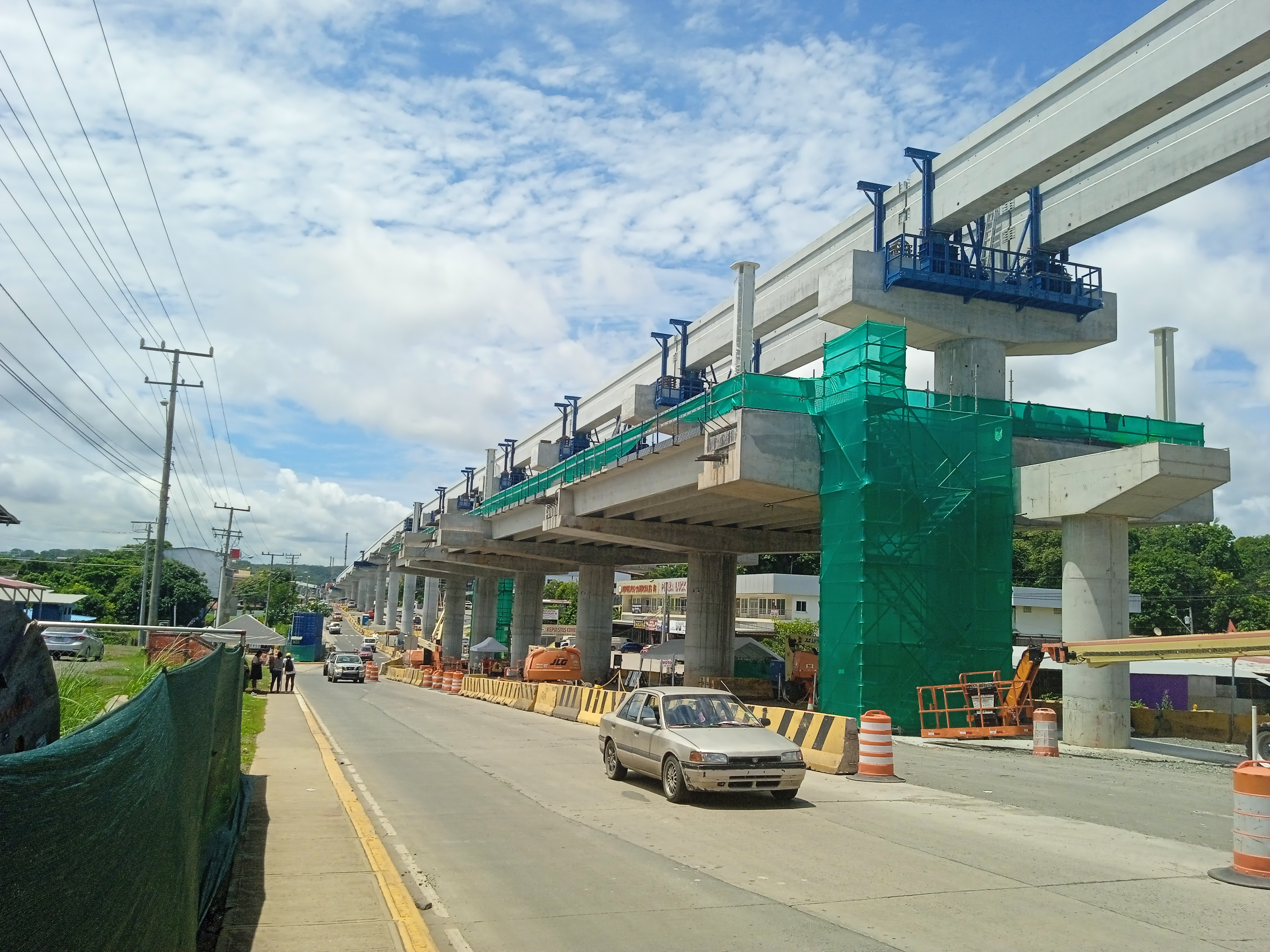
Bau der Station Nuevo Arraiján im Oktober 2023

Im Herbst 2012 begannen die Verhandlungen mit der japanischen Regierung zum Bau einer Einschienenbahn in das westliche Umland von Panama-Stadt. Im März 2014 gab es eine gemeinsame Absichtserklärung zum Bau der Linie 3 mit einer Brücke über den Panamakanal und im April 2016 wurden die Finanzierung durch die japanische Regierung und der Bau mit japanischer Technologie beschlossen. Im Oktober 2018 schließlich einigte sich die panamesische Regierung mit Hitachi über die Lieferung des rollenden Materials sowie automatischer Bahnsteigtüren im Wert von 800 Millionen US-Dollar.
Im März 2023 unterzeichneten Panama und die japanische Regierung, vertreten durch die Japan International Cooperation Agency (JICA), einen Darlehensvertrag für den zweiten Bauabschnitt der Linie 3 über 92 Milliarden Yen, umgerechnet 626 Millionen US-Dollar. Die Laufzeit des Darlehens beträgt 20 Jahre und die Auszahlungsfrist drei Jahre.

## Strecke
Die Strecke verläuft durchgängig zweigleisig, am westlichen Ende des ersten Bauabschnittes befinden sich das Hauptzugdepot und das Betriebswerk.

### Erster Bauabschnitt

Werbung für die Linie 3 in der Station Albrook im Juni 2025

Der erste, längere Streckenteil über insgesamt 12 Stationen (der Bau von zwei weiteren Stationen in dem Abschnitt ist zwischenzeitlich zurückgestellt worden) und knapp 26 Kilometer Streckenlänge beginnt unterirdisch an der U-Bahn-Station Albrook der Linie 1, führt in dem insgesamt 5,3 Kilometer langen Tunnel zuerst Richtung Südwesten und senkt sich dann in bis zu 65 Meter Tiefe unter dem Panamakanal. Die Strecke kommt in einer sich nach Nordwesten wendenden Kurve wieder an die Oberfläche und erreicht dann aufgeständert die Station Panamá Pacifico. Von dort geht es in Hochlage weiter, westwärts entlang der Panamericana durch den Bosque Protector de Arraiján nach Arraiján, hier ist eine zusätzliche Abstellanlage für zwei Züge, um danach wieder in südwestlicher Richtung fortzuführen. Am Ende des ersten Streckenteils hinter dem vorläufigen Endbahnhof Ciudad del Futuro befindet sich das Hauptzugdepot und das Betriebswerk. Die Gesamtkosten für diesen ersten Bauabschnitt einschließlich Rollmaterial, Zugdepot und Betriebswerk belaufen sich auf rund 2,6 Milliarden US-Dollar (Preisstand 2016), das sind umgerechnet etwa 94 Millionen Euro pro Kilometer.
Mit Stand Dezember 2023 waren knapp die Hälfte der Bauarbeiten dieses Abschnittes fertig gestellt. Im Mai 2025 lag der Baufortschritt bei gut drei Vierteln, wobei der Tunnel erst zu einem Fünftel fertig gestellt ist und eine Länge von 700 Metern erreicht hat. Die Eröffnung ist für 2026 geplant.

### Zweiter Bauabschnitt
Der zweite Streckenteil verläuft durchgängig aufgeständert von Bahnhof Ciudad del Futuro weitestgehend gerade in südwestlicher Richtung über 6 Stationen und rund 10 Kilometer Streckenlänge nach La Chorrera.
Die Inbetriebnahme ist für 2030 vorgesehen.

## Betrieb
Die Betriebstechnik ist dafür ausgelegt, in Spitzenzeiten Züge im 4-Minuten-Takt rollen zu lassen, sodass dann bis zu 20.000 Fahrgäste je Stunde und Richtung bewegt werden können. Nach der Eröffnung des zweiten Streckenabschnittes steigt die Kapazität auf 32.000 Fahrgäste an. Der Betrieb wird vollautomatisch sein, die Steuerung erfolgt mittels Automatic Train Control (ATC) mit TD-Signal.

## Technik
Die Strecke der Einschienenbahn Panama ist eine Sattelbahn der Bauart ALWeG. Auf einem 800 Millimeter breiten Fahrbalken sitzen die über Tragräder auf und Führungsräder seitlich des Balkens bewegten sowie mit seitlicher Stromzuführung versorgten Züge.

### Fahrzeuge
Die Züge wurden aus der Baureihe 10000 der Tōkyō Monorail weiterentwickelt. Ein einzelner Zug besteht aus sechs Wagen, ist 94 Meter lang, 3 Meter breit und 5 Meter hoch. Bei 250 Sitzplätzen, die alle in Längsrichtung angeordnet sind, bietet ein Zug Platz für rund 1000 Fahrgäste.